# Bring your own device
Bring your own device (BYOD) ist die Bezeichnung dafür, private mobile Endgeräte wie Laptops, Tablets oder Smartphones in die Netzwerke von Unternehmen oder Schulen, Universitäten, Bibliotheken und anderen (Bildungs-)Institutionen zu integrieren. BYOD Organisationsrichtlinien regeln, auf welche Art und Weise Mitarbeiter, Schüler oder Studenten ihre eigenen elektronischen Bürogeräte zu dienstlichen oder schulischen Zwecken, insbesondere für den Zugriff auf Netzwerkdienste und das Verarbeiten und Speichern organisations- oder unternehmensinterner Daten, nutzen dürfen.
BYOD soll den Nutzern eine größere Wahlfreiheit bringen und der Organisation eine bessere Orientierung an persönlichen Bedürfnissen ermöglichen. Im Bildungsbereich bietet BYOD ökonomische und ökologische Potenziale: Statt dass Schulen und Hochschulen mit finanziellem Aufwand (hoch-)schuleigene Geräte beschaffen müssen, sollen die zunehmend privat bereits verfügbaren Geräte der Lernenden auch für schulische Zwecke genutzt werden können.
Ein anderer Ansatz ist das Konzept Corporate Owned, Personally Enabled (COPE), bei dem Mitarbeitern ein betriebseigenes Gerät auch zur privaten Nutzung überlassen wird.

## Risiken
BYOD kann für Organisationen ein Sicherheitsrisiko darstellen, da damit Daten der Organisation auf nicht oder nur teilweise kontrollierbaren fremden Geräten verarbeitet werden und sich diese Geräte auch im internen Netzwerk der Organisation bewegen und dieses stören oder ausspionieren könnten. Einer der Risikofaktoren sind dabei die Nutzer selbst, die durch Informationsmangel, Bedienungsfehler oder Unachtsamkeiten Sicherheitslücken hervorrufen können, beispielsweise durch den Verzicht auf die Installation von Sicherheits-Updates. BYOD läuft zudem der Strategie zur Vereinheitlichung der IT-Infrastruktur entgegen. Es wird befürchtet, dass mit BYOD die Komplexität und damit der Betriebsaufwand steigt.
Neben Sicherheitsfragen wirft BYOD juristische Probleme auf: Der Datenschutz von zu verarbeitenden personenbezogenen Daten und Betriebs- und Geschäftsgeheimnissen muss auch auf den privaten Endgeräten gewahrt werden. Zu berücksichtigen ist auch, dass die Software auf den Privatgeräten möglicherweise allein für die private Nutzung lizenziert ist. Für eine dienstliche Nutzung sind dann vom Arbeitgeber gewerbliche Lizenzen der Software zur Verfügung zu stellen und zu nutzen. Die rechtliche Haftung im Fall, dass BYOD-Geräte bei der Nutzung zu Schaden kommen oder andere Geräte beschädigen oder stören, ist in der Rechtsprechung noch nicht abschließend geklärt.
In BYOD-Richtlinien werden bestimmte Hürden wie VPNs, Festplattenverschlüsselung oder auch nur eingeschränkte Dienstangebote zugelassen. Oftmals werden auch reine Virtual Desktop Infrastructures, Terminalserver oder Webanwendungen (meist Webmail) erlaubt, die keine Daten auf den Geräten speichern.

## Persönliche Einschränkungen
Unter Umständen müssen Nutzer zulassen, dass die Organisation Einstellungen auf den privaten Geräten vornimmt, die die Sicherheit der Organisationsdaten und des Organisationsnetzes gewährleisten. Je nachdem, ob und wie stark sich die Organisation finanziell an den Geräten beteiligt, werden auch Kosten auf die Nutzer verlagert.
Außerdem kann die BYOD-Nutzung zu einer erhöhten oder ständigen Erreichbarkeit führen.

## Situation in Deutschland
Die offene Arbeitsgruppe „Bring Your Own Device“ des IT-Planungsrats hat das Ziel, einen Erfahrungsaustausch zu initiieren und für interessierte Verwaltungen Wege aufzuzeigen, unter welchen Rahmenbedingungen der Einsatz privater mobiler Endgeräte in der Verwaltung sinnvoll sein kann. Daran wird das Bundesamt für Sicherheit in der Informationstechnik beteiligt.

### BYOD in der Schule
Nach einer Forsa-Studie aus dem Jahr 2014 hielten 43 Prozent aller Lehrer BYOD für sinnvoll und 48 Prozent für überflüssig. Auch außerhalb der Schule wird der Nutzen von BYOD bezweifelt. Das „Bündnis für humane Bildung – aufwach(s)en mit digitalen Medien“ verweist in diesem Zusammenhang beispielsweise auf das Hamburger Projekt „BYOD – Start in die nächste Generation“ und die OECD-Studie “Students, Computers and Learning: Making the Connection”. In der OECD-Studie “Students, Computers and Learning: Making the Connection” zeigten im Fachunterricht diejenigen Schüler die besten Ergebnisse, die nur mäßig mit digitalen Medien lernten. Schüler, die in der Schule sehr häufig mit einem PC lernten, zeigten bei zentralen Prüfungen und Vergleichsarbeiten häufig einen geringeren Lernerfolg als Schüler, die selten am PC lernten, so OECD-Bildungsdirektor Andreas Schleicher.

## Weitere Bedeutung des Begriffs

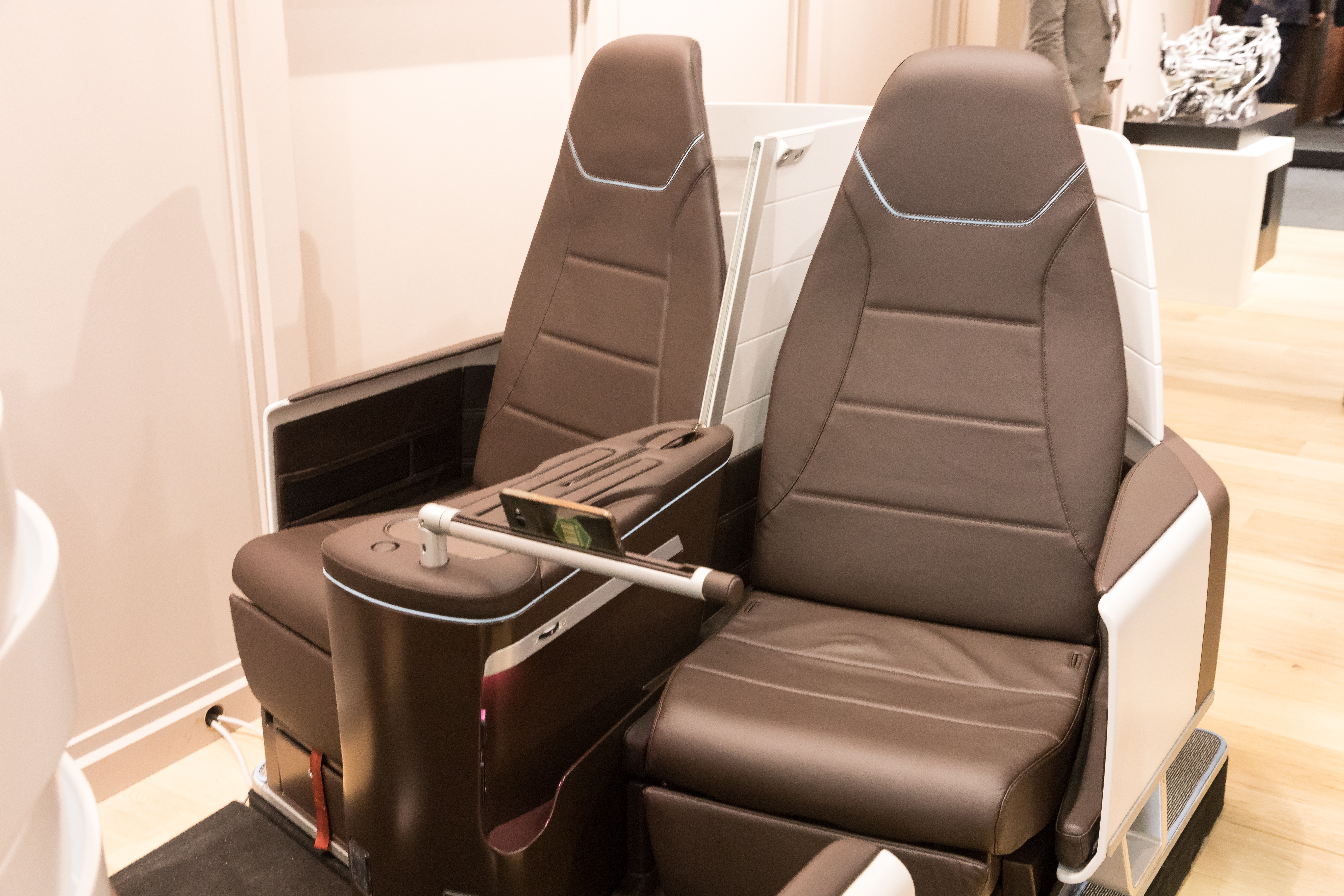
Business-Class-Sitz mit Tablet-Halter statt persönlichem Bildschirm

In der Passagierbeförderung steht der Begriff für den Trend, fest mit dem Fahrzeug verbundene elektronische Informations- und Unterhaltungssysteme durch die Nutzung persönlicher Geräte zu ergänzen oder zu ersetzen. So bieten z. B. Fluggesellschaften statt des im Vordersitz verbauten Bildschirms Streaming-Möglichkeiten auf das persönliche Mobiltelefon des Fluggasts über WiFi (siehe Bild). Ebenso bietet die Deutsche Bahn im ICE 3neo Tablethalter in beiden Klassen an.